# Lotf Ali Khan Zand
Lotf Ali Khan Zand (persan : لطفعلی‌ خان زند; kurde : لەطفعەلی خان زەند) (1769 – 1794) fut le dernier souverain de la dynastie Zand en Iran. Il est particulièrement connu pour son courage, ses compétences militaires et sa tentative désespérée de préserver le règne des Zand face à l’ascension de la dynastie Kajar. Lotf Ali Khan mena plusieurs batailles contre les forces d’Agha Mohammad Khan Kajar, mais fut finalement trahi, capturé, puis exécuté. Sa bravoure et sa résistance acharnée font de lui une figure héroïque dans l’histoire iranienne, symbole de la lutte contre l’injustice et de la fidélité à ses principes.

## Biographie

### Jeunesse
Lotf Ali Khan est né en 1769, fils de Djafar Khan Zand, un des dirigeants influents de la dynastie Zand. Dès son plus jeune âge, il fut formé aux arts de la guerre et de la diplomatie. Connu pour sa prestance et son charisme, il gagna rapidement la loyauté des soldats et des membres de la cour Zand, notamment grâce à ses talents de combattant et son sens de la justice.

### Ascension au pouvoir
Lotf Ali Khan accéda au trône en 1789 après la mort de son oncle, Sadeq Khan Zand. Son règne débuta sous des auspices difficiles, l’Iran étant déchiré par des luttes internes et la montée en puissance de la dynastie Kajar, sous la direction d’Agha Mohammad Khan Kajar. Très vite, il chercha à consolider son pouvoir, notamment dans le sud de l’Iran, mais fut rapidement contraint de se défendre contre les Qajars, qui cherchaient à unifier le pays sous leur bannière.

### Luttes contre les Qajars
Le règne de Lotf Ali Khan fut marqué par une série de batailles acharnées contre les forces Qajar. Bien que ses talents militaires lui permirent de remporter certaines victoires, les forces supérieures d’Agha Mohammad Khan et les trahisons internes finirent par affaiblir sa position. Après avoir défendu héroïquement Shiraz pendant plusieurs mois, il fut contraint de fuir vers Kerman puis Bam, cherchant désespérément des soutiens locaux.

### Capture et exécution
En 1794, après avoir été trahi par ses alliés, Lotf Ali Khan fut capturé par les troupes d’Agha Mohammad Khan Qajar à Bam. Il fut emmené à Téhéran, où il subit des tortures avant d’être exécuté sur ordre de son rival. Sa mort marqua la fin officielle de la dynastie Zand et le début du règne Qajar sur l’Iran.

### Héritage
Malgré la brièveté de son règne et sa défaite, Lotf Ali Khan est resté une figure emblématique de la résistance iranienne contre la tyrannie. Son courage et son refus de se rendre face à un ennemi supérieur l’ont élevé au rang de héros dans l’imaginaire populaire iranien. Il est souvent vu comme un martyr de la cause Zand, et son histoire continue d’être célébrée dans la culture iranienne.

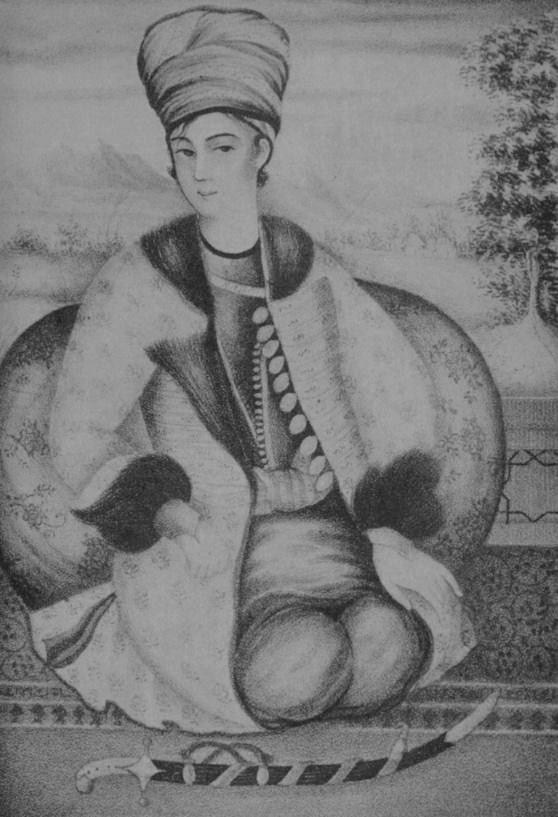
Lotf Ali Khan Zand.